# Fylleån
Fylleån este o arie protejată (arie specială de conservare — SAC, sit de importanță comunitară — SCI) din Suedia întinsă pe o suprafață de 268,6 ha, integral pe uscat.

## Localizare
Centrul sitului Fylleån este situat la coordonatele 56°43′45″N 13°08′25″E / 56.7291°N 13.1403°E.

## Înființare
Situl Fylleån a fost declarat sit de importanță comunitară în iulie 2000 pentru a proteja 1 specie de animale. Situl a fost protejat și ca arie specială de conservare în martie 2011.

## Biodiversitate
Situată în ecoregiunile boreală, continentală și marină Atlantică, aria protejată conține 1 habitat natural: Cursuri de apă de la nivel de câmpie la nivel montan, cu vegetație Ranunculion fluitantis și Callitricho-Batrachion.
La baza desemnării sitului se află o specie protejată de  pești: somonul (Salmo salar).